# Condado de Putnam (Ohio)
O Condado de Putnam é um dos 88 condados do estado americano de Ohio. A sede do condado é Ottawa, e sua maior cidade é Ottawa. O condado possui uma área de 1 254 km² (dos quais 1 km² estão cobertos por água), uma população de 34 726 habitantes, e uma densidade populacional de 28 hab/km² (segundo o censo nacional de 2000). O condado foi fundado em 1 de abril de 1820.